# 布鲁克米尔
布鲁克米尔是德国巴伐利亚州的一个市镇。总面积50.21平方公里，总人口16140人，其中男性8121人，女性8019人（2011年12月31日），人口密度321人/平方公里。